# Плато (регион)
Вижте пояснителната страница за други значения на Плато.
Плато (на френски: Plateaux) е един от 5-те региона на Того. Столицата на региона е град Атакпаме. Дргуи важни градове са Кпалиме и Баду. Площта на регион Плато е 16 975 км², което го прави най-големия по площ регион на Того. Населението на региона, според данните от 2006, е над 1,4 млн. души. Регион Плато е разделен на 9 префектури.

## Граници
Регион Плато, както всички останали региони на Того, граничи с Гана на запад и с Бенин на изток. Разположен е на юг от централния регион и на север от регион Маритим.